# Філіп Сідклев
Карл Філіп Сідклев (швед. Carl Filip Sidklev, нар. 12 березня 2005, Стокгольм, Швеція) — шведський футболіст, воротар клубу «Аль-Бідда».

## Ігрова кар'єра

### Клубна
Філіп Сідклев є вихвоанцем столичного клубу «Броммапойкарна». В серпні 2022 року підписав з клубом професійний контракт до кінця 2024 року. На початку 2023 року воротар провів всі матчі групового раунду Кубка Швеції. Після того, як основний воротар клубу Оскар Ліннер отримав травму, Сідклев дебютував в першій команді і одразу забронював за собою місце основного воротаря команди.
Ліннер був змушений залишити команду, а сам Сідклев підписав з клубом новий контракт до 2026 року.
В червні 2023 року Сідклев посів четверте місце в списку 100 крмщих талантів премії Golden Boy.
В серпні 2024 року Сідклев перейшов до грецького клубу «Аріс», з яким підписав контракт на п'ять років.

### Збірна
В червні 2024 року Філіп Сідклев провів перщу гру в складі молодіжної збірної Швеції.